# Manuel Plaza
Manuel Jesús Plaza Reyes (Santiago, 17 de março de 1900 – 9 de fevereiro de 1969) foi um atleta chileno.
Foi o ganhador da primeira medalha de prata do Chile nos Jogos Olímpicos, com sua segunda colocação na maratona dos Jogos Olímpicos de Amsterdã em 1928, em 2h33m23s, atrás do campeão Boughèra El Ouafi, soldado argelino correndo pela França.